# 林民止
林民止（1543年—？），字敬夫，福建興化府莆田縣人，民籍，明朝政治人物、進士出身。

## 生平
嘉靖三十七年（1558年）戊午科福建鄉試第九十名，曾任蒲圻县儒學教谕，同考萬曆元年（1573年）癸酉科順天府鄉試。萬曆二年（1574年）甲戌科會試第六十五名，登三甲第九十三名進士。三年知归善县，有惠政，迁县治，修明伦堂，复侵地，建学官署，重修望湖楼，植柳百株于苏堤。官至宁国知府，著有《玄冥子》。

## 家族
曾祖父林弘仁；祖父林敏儀，贈刑部主事；父林允宗，字希曾，嘉靖己丑進士，曾任衡州知府 累進中議大夫。前母黃氏（贈安人）；母顧氏（封安人）。严侍下。弟林民悦，萬曆八年進士。